# Edward Waldo Emerson
Edward Waldo Emerson (* 10. Juli 1844 in Concord, Massachusetts, USA; † 27. Januar 1930 ebenda) war ein US-amerikanischer Arzt, Autor und Dozent.

## Leben
Emerson war der Sohn des Philosophen und Schriftstellers Ralph Waldo Emerson. Er studierte an der Harvard University, die er 1866 mit seiner Graduation beendete, bevor er zur Harvard Medical School ging. Nach seinem Abschluss dort praktizierte er bis zum Jahr 1882 in seiner Heimatstadt. 1882 gab er die Praxis auf, da er eine Erbschaft gemacht hatte. In den Jahren 1885 bis 1906 lehrte er Anatomisches Zeichnen an der Schule des Bostoner Museum of Fine Arts, der School of the Museum of Fine Arts. 1917 wurde er in die American Academy of Arts and Sciences gewählt.
In seiner Heimatstadt war Emerson unter anderem Aufseher für die Schulen der Stadt und als Mitglied des Stadtrats in den Aufsichtsgremien für Gesundheit, das Friedhofswesen und die Bibliothek tätig. Des Weiteren war er ein Gründungsmitglied der Concord Antiquarian Society, des Vorläufers des Concord Museum, und ein Mitglied des Social Circle.
Emerson war seit 1874 verheiratet. Das Paar hatte sieben Kinder, von denen nur eines seine Eltern überlebte.

## Veröffentlichungen
- Emerson in Concord. 1888.
- mit Moorfield Storey: The life of E. R. Hoar. 1911.
- Henry Thoreau as Remembered by a Young Friend. 1917.
  - Neuauflage: Dover Publications, Mineola, New York State 1999, ISBN 0-486408965.
- Early Years of the Saturday Club, 1855–1870. Houghton Mifflin, Boston 1918.
- Later Years of the Saturday Club, 1870–1920. Houghton Mifflin, Boston 1927.

als Herausgeber
- Correspondence of John Sterling and Ralph Waldo Emerson. 1897.
- mit Anmerkungen versehen: Centenary Edition of Ralph Waldo Emerson. 1903.
- Life and Letters of General Charles Russell Lowell. Houghton Muffin, Boston 1907. Neuauflage: University of South Carolina Press, Columbia (South Carolina), USA 2005.
- mit Waldo Emerson Forbes: Emerson’s Journals. 1909.
- Nature and Thought by Ralph Waaldo Emerson. Specially Selected and Arranged for the Tauchnitz Edition by Edward Waldo Emerson. Tauchnitz, Leipzig 1915.